# Mala Bela stena
Mala Bela stena je prepadna stena v Veliki gori, na zahodnem delu občine Ribnica na Dolenjskem. Zgodovinsko je bila pomembna lokacija pri bitki v Jelenovem Žlebu, danes pa je znana predvsem kot naravno plezališče. Leži na nadmorski višini med 1030 in 1050 metri in je visoka okoli 40 metrov.

## Plezališče in karakteristika smeri
Stena je obrnjena na zahod. Zaradi visoke nadmorske višine so primerni meseci za plezanje od maja do septembra. Navrtanih je 71 smeri, ki so razdeljene na 6 sektorjev. Visoke so do 30 metrov, razpon težavnosti pa je od 3 do 8a+. Predvladujejo ekspanzijski svedrovci, novejše smeri pa imajo lepljence. Skala je iz apnenca, vendar je skopa s stopi in oprimki, tako da malce previdnosti pri izbiranju težavnosti smeri ni odveč. V plezališču lahko najdemo vse tipe plezanja, razen izrazitih previsov. Plezalni vodnik z skicami in ocenami smeri ter z opisom dostopa se nahaja na spletni strani Plezalnega kluba Ribnica.

## Tri "Bele stene"
V Veliki gori se v bližini Male Bele stene nahajata še Velika Bela stena, ki se nahaja 3 km jugovzhodno in prav tako gleda na zahod, ter Bela stena, znana tudi pod imeni Bele stene, Okameneli svatje oz. Ribniški svatje. Slednja je edina, ki gleda na vzhod in je vidna iz Ribniške doline. Je priljubljena pohodniška destinacija in zato najbolj znana med lokalnimi prebivalci.